# Antoine Deflotrière
Antoine Deflotrière foi um ciclista francês. Ele terminou em último lugar no Tour de France 1904.